# Radko Dimitrievo
Radko Dimitrievo (bulgariska: Радко Димитриево) är ett distrikt i Bulgarien.   Det ligger i kommunen Obsjtina Sjumen och regionen Sjumen, i den östra delen av landet, 300 km öster om huvudstaden Sofia.
Trakten runt Radko Dimitrievo består till största delen av jordbruksmark. Runt Radko Dimitrievo är det ganska tätbefolkat, med 134 invånare per kvadratkilometer.